# Gulara Aliyeva
Pour les articles homonymes, voir Aliyev.
Gulara Aziz qyzy Aliyeva (azéri:Gülarə Əziz qızı Əliyeva) née le 17 novembre 1933 à Bakou et morte le 27 juillet 1991 dans cette même ville) est une musicienne azerbaïdjanaise, pianiste, candidate à l'histoire de l'art (1966), et artiste émérite de la RSS d'Azerbaïdjan (1977).

## Biographie
Aliyeva Gulara Aziz qyzy naît le 17 novembre 1933 à Bakou. En 1955, diplômée du Conservatoire d'État d'Azerbaïdjan, elle débute dans l'orchestre d'instruments folkloriques du nom de Saïd Rustamov, ainsi que dans l'ensemble d'instruments folkloriques nommé d'après Ahsan Dadashov. En 1966, elle crée l'ensemble instrumental « Dan Ulduzu ».

### Carrière de musicienne
Elle compose la rhapsodie Shushtar, la suite Humayun, Bayati-Kurd, la fantaisie Shur, basées sur les mughams du même nom. Elle réalisé l'arrangement d'un certain nombre de chansons folkloriques pour l'ensemble.
Elle enseigne à l'Université d'Azerbaïdjan de la Culture et des Arts ; en 1966-1988, elle en dirige le département de théorie musicale. L'ensemble « Dan Ulduzu » porte son nom,.
En 1991, elle meurt dans un accident lorsque le balcon de son appartement s'effondre.
Elle est la fille du docteur Aziz Aliyev, la sœur de l'ophtalmologue Zarifa Aliyeva, de l'endocrinologue Tamerlan Aliyev, de l'oncologue Djamil Aliyev. Elle est la belle-sœur du président Heydar Aliyev.